# Распознавание мыслей
Распознавание мыслей — инновационная технология, описываемая рядом эмпирических (опытных) методик, позволяющих визуализировать нервную активность мозга, создавая образы. Неинвазивными путями отрасли нейровизуализации удалось декодировать мыслительную работу.
Профессор Barbara Sahakian подытожила: «Многие физиологи нынче осторожничают, поправляя, — мы пока не можем говорить о прямом чтении мыслей. Однако дело так быстро движется вперед, что вскорости мы уверенно заявим, — этот человек мечтает, а тот — задумал совершить преступление.»

## История
Физиолог Джон Дилан-Хэйнс предпринял первые усилия по созданию мыслеобразов в 2006 году, применяя технологии магнито-резонансной томографии. Исследования сводились к попыткам прочесть образы, формируемые мозгом. Предпринимались опыты по отслеживанию мыслительных процессов, определению факта правдивости сообщаемых сведений (детектирование лжи), расшифровке бессознательных процессов. Результаты работ дали столь обширные сведения, что Хэйнс немедля назвал это «чтением мозга».
фМРТ быстро пополняла копилку знаний благодаря технологиям отслеживания силы кровотока. Доныне методика считается наилучшей из позволяющих проводить мониторинг активности мозга. Поэтому ученые активно продолжают исследования, добиваясь более убедительных результатов.
Термин «распознавание мыслей» введен в обиход в 2009 году нейроисследователем Марселем Джастом, давшим интервью программе «60 Minutes». Обоснование определения зиждется на конечных целях «увидеть, реально ли досконально расшифровать пути деятельности человеческого головного мозга.»

## Примеры

### Идентификация мыслей
Когда человек представляет объект, активируются многие участки мозга. Марсель и его коллега, Том Митчелл, сканируют через фМРТ активность отдельных зон.
Технология породила открытие: схожие размышления разных людей выявляют картину примерно одинаковой расстановки задействованных мыслительных участков. Для иллюстрации Джаст и Митчелл используют компьютерное предсказание, основанное исключительно на данных фМРТ, добытых исследованием нескольких волонтеров. Точность вычислителя составила 100 %. Хотя первый опыт был сравнительно прост: выбор между 10 изображениями.
Джон Дилан-Хэйнс установил: фМРТ способна заменить детектор лжи. Исследователь привел пример допроса преступника, касающегося вопросов наподобие, того, признает ли обвиняемый факт посещения места совершения противоправных действий, использования орудий. Попутно Митчелл заявляет, что активность участков мозга позволяет идентифицировать чувства. В 2008 году компания IBM запатентовала технологию извлечения воспоминаний о человеческих лицах из сведений о мозговой активности. Идея использует измерения в области веретенообразной извилины, чтобы уловить степень узнавания субъекта.
В 2011 году команда Shinji Nishimoto записала мозговую активность с последующей расшифровкой виденного добровольцем. Исследования показали, как мозг обрабатывает движущиеся изображения. Волонтеры просматривали несколько видеозаписей. Тысячи часов нервной активности позволили найти ролики Ютуб, схожие содержанием. Авторы обнародовали результат, предлагая всем желающим провести сравнение отобранных роликов.
В июле 2018 года российские СМИ объявили о намерениях России разработать автомобиль, управляемый силой мысли.

## Соображения этики
Поскольку технология сканирования мозга становится все более точной, эксперты предсказывают важные дебаты касательно уместности использования. Одна из потенциальных областей — отрасль расследования уголовных преступлений. Утверждалось, что разрешение сканирования мозга в Соединенных Штатах нарушит право 5-й поправки не свидетельствовать против себя. Один из тысяч важных вопросов заключается в том, является ли визуализация мозга свидетельством.
В других странах за пределами Соединенных Штатов Америки идентификация личности уже используется в уголовном праве. В 2008 году индийская женщина осуждена за убийство после того, как ЭЭГ её мозга показала, что она была знакома с обстоятельствами, связанными с отравлением её бывшего жениха. Некоторые нейробиологи и ученые-правоведы сомневаются в обоснованности использования идентификации мышления в целом для любых исследований природы обмана.

## Перспективы
Эксперты не уверены, насколько может глубоко проникнуть идентификация мыслей, но Марсель Джаст утверждал в 2014 году, что через 3-5 лет появится машина, способная читать сложные мысли, такие как «я ненавижу то-то».
Дональд Маркс, основатель и главный научный сотрудник MMT, работает над воспроизведением мыслей людей после того, как они уже были записаны.
Исследователи из Калифорнийского университета в Беркли уже добились успеха в формировании, стирании и реактивации воспоминаний у крыс. Маркс говорит, что они работают над применением тех же методов к людям. Это открытие может быть монументальным для ветеранов войны, страдающих ПТСР.
Дальнейшие исследования также проводятся в анализе активности мозга во время видеоигр для обнаружения преступников, нейромаркетинга и использования сканирования мозга в государственных проверках безопасности. В 2019 году американские учёные заявили о возможности прочесть мысли о суициде у проблемных категорий населения при помощи позитронно-эмиссионной томографии.